# Comuna Kozaci Laheri, Hornostaiivka
Kozaci Laheri (în ucraineană Козачі Лагері) este o comună în raionul Hornostaiivka, regiunea Herson, Ucraina, formată din satele Kozaci Laheri (reședința) și Novi Oleșkî.

## Demografie
Componența lingvistică a comunei Kozaci Laheri
     Ucraineană (98,97%)
     Rusă (1,03%)
Conform recensământului din 2001, majoritatea populației comunei Kozaci Laheri era vorbitoare de ucraineană (98,97%), existând în minoritate și vorbitori de rusă (1,03%).